# Station Rejowiec
Station Rejowiec is een spoorwegstation in de Poolse plaats Rejowiec Fabryczny.